# نيتليتون (مسيسيبي)
نيتليتون (بالإنجليزية: Nettleton, Mississippi)‏ هي بلدة تقع في مقاطعة مونرو (ميسيسيبي), Lee بولاية مسيسيبي في الولايات المتحدة. تبلغ مساحتها 7 (كم²)، وترتفع عن سطح البحر 79 م، بلغ عدد سكانها 1992 نسمة في عام 2010 حسب إحصاء مكتب تعداد الولايات المتحدة .

## التركيبة السكانية
حدّد مكتب تعداد الولايات المتحدة بيانات التركيبة السكانية لنيتليتون في تعداد الولايات المتحدة. في ما يلي، التركيبة السكانية حسب تعدادي 2000 و2010.

### تعداد عام 2000
بلغ عدد سكان نيتليتون 1,932 نسمة بحسب تعداد عام 2000، وبلغ عدد الأسر 794 أسرة وعدد العائلات 546 عائلة مقيمة في المدينة. في حين سجلت الكثافة السكانية 184.7 نسمة لكل كيلومتر مربع (478.4/ميل2). وبلغ عدد الوحدات السكنية 868 وحدة بمتوسط كثافة قدره 83 لكل كيلومتر مربع (215.0/ميل2).
وتوزع التركيب العرقي للمدينة بنسبة 66.56% من البيض و32.51% من الأمريكيين الأفارقة و0.10% من الأمريكيين الأصليين و0.36% من الأمريكيين ذوي الأصول الآسيوية و0.16% من الأعراق الأخرى و0.31% من عرقين مختلطين أو أكثر و0.36% من الهسبانيون أو اللاتينيون من أي عرق.
بلغ عدد الأسر 794 أسرة كانت نسبة 37.5% منها لديها أطفال تحت سن الثامنة عشر تعيش معهم، وبلغت نسبة الأزواج القاطنين مع بعضهم البعض 47.5% من أصل المجموع الكلي للأسر، ونسبة 17.5% من الأسر كان لديها معيلات من الإناث دون وجود شريك،  بينما كانت نسبة 3.8% من الأسر لديها معيلون من الذكور دون وجود شريكة وكانت نسبة 31.2% من غير العائلات. تألفت نسبة 28.8% من أصل جميع الأسر من عدة أفراد يعيشون في نفس المنزل ونسبة 14.9% كانت تتألف من شخص يعيش بمفرده يبلغ من العمر 65 عاماً أو أكثر. وبلغ متوسط حجم الأسرة المعيشية 2.43، أما متوسط حجم العائلات فبلغ 3.00.
بلغ العمر الوسطي للسكان 37.1 عاماً. وكانت نسبة 26.3% من القاطنين تحت سن الثامنة عشر، وكانت نسبة 8.1% بين الثامنة عشر والرابعة والعشرين عاماً، ونسبة 26.8% كانت واقعةً في الفئة العمرية ما بين الخامسة والعشرين والرابعة والأربعين عاماً، ونسبة 23.9% كانت ما بين الخامسة والأربعين والرابعة والستين، ونسبة 14.9% كانت ضمن فئة الخامسة والستين عاماً فما فوق. يوجد لكل 100 أنثى 85.4 ذكر، ويوجد لكل 100 أنثى في الثامنة عشر من عمرها فما فوق 76.7 ذكر.
بلغ متوسط دخل الأسرة في المدينة 25,951 دولارًا، أما متوسط دخل العائلة فبلغ 31,510 دولارًا. وكان متوسط دخل الذكور 26,220 دولارًا مقابل 18,974 دولارًا للإناث. وسجل دخل الفرد الخاص بالمدينة 12,006 دولارًا. وكانت نسبة 16.8% من العائلات ونسبة 20.8% من السكان تحت خط الفقر، وكان من هؤلاء نسبة 20.9% تحت سن الثامنة عشر ونسبة 30.9% في الخامسة والستين من العمر وما فوق.

### تعداد عام 2010
بلغ عدد سكان نيتليتون 1,992 نسمة بحسب تعداد عام 2010، وبلغ عدد الأسر 818 أسرة وعدد العائلات 553 عائلة مقيمة في المدينة. في حين سجلت الكثافة السكانية 190.4 نسمة لكل كيلومتر مربع (493.1/ميل2). وبلغ عدد الوحدات السكنية 926 وحدة بمتوسط كثافة قدره 88.5 لكل كيلومتر مربع (229.2/ميل2).
وتوزع التركيب العرقي للمدينة بنسبة 66.82% من البيض و31.63% من الأمريكيين الأفارقة و0.55% من الأمريكيين الأصليين و0.15% من الأمريكيين ذوي الأصول الآسيوية و0.50% من الأعراق الأخرى و0.35% من عرقين مختلطين أو أكثر و0.85% من الهسبانيون أو اللاتينيون من أي عرق.
بلغ عدد الأسر 818 أسرة كانت نسبة 32.6% منها لديها أطفال تحت سن الثامنة عشر تعيش معهم، وبلغت نسبة الأزواج القاطنين مع بعضهم البعض 42.5% من أصل المجموع الكلي للأسر، ونسبة 21.1% من الأسر كان لديها معيلات من الإناث دون وجود شريك،  بينما كانت نسبة 3.9% من الأسر لديها معيلون من الذكور دون وجود شريكة وكانت نسبة 32.4% من غير العائلات. تألفت نسبة 30.4% من أصل جميع الأسر من عدة أفراد يعيشون في نفس المنزل ونسبة 14.9% كانت تتألف من شخص يعيش بمفرده يبلغ من العمر 65 عاماً أو أكثر. وبلغ متوسط حجم الأسرة المعيشية 2.41، أما متوسط حجم العائلات فبلغ 2.97.
بلغ العمر الوسطي للسكان 39.4 عاماً. وكانت نسبة 24.1% من القاطنين تحت سن الثامنة عشر، وكانت نسبة 9.3% بين الثامنة عشر والرابعة والعشرين عاماً، ونسبة 24% كانت واقعةً في الفئة العمرية ما بين الخامسة والعشرين والرابعة والأربعين عاماً، ونسبة 25.5% كانت ما بين الخامسة والأربعين والرابعة والستين، ونسبة 17% كانت ضمن فئة الخامسة والستين عاماً فما فوق. وتوزع التركيب الجنسي للسكان بنسبة 45.6% ذكور و54.4% إناث.

## أعلام
- بيل هال
- جايسون فيرغسون
- جيم برايس

## وصلات خارجية
- The US50 - Cities and Towns in Mississippi State
- Mississippi Cities and Towns, Facts, Map, Flag, Colleges, Government, and More